# Tresminas
Tresminas é uma povoação portuguesa sede da Freguesia de Tresminas do Município de Vila Pouca de Aguiar, freguesia com 55,85 km² de área e 341 habitantes (censo de 2021), tendo, por isso, uma densidade populacional de 6,1 hab./km².
Está situada na Serra da Padrela, 15 km a leste da sede do município. Inclui no seu território os seguintes lugares: Covas, Filhagosa, Granja, Revel, Ribeirinha, Cevivas, Tresminas, Vales e Vilarelho.
O padroeiro da freguesia é São Miguel. A festa em sua honra festeja-se no dia 29 de Setembro.
Tresminas pertenceu ao extinto concelho de Alfarela de Jales até 1853.
Lugares a visitar são a Igreja Românica de Tresminas, as minas romanas da Ribeirinha e Covas e o castanheiro milenar da aldeia de Vales, eleito a árvore do ano de 2019 de Portugal.

## Demografia
A população registada nos censos foi:
| Distribuição da População por Grupos Etários | Distribuição da População por Grupos Etários | Distribuição da População por Grupos Etários | Distribuição da População por Grupos Etários | Distribuição da População por Grupos Etários |
| -------------------------------------------- | -------------------------------------------- | -------------------------------------------- | -------------------------------------------- | -------------------------------------------- |
| Ano                                          | 0-14 Anos                                    | 15-24 Anos                                   | 25-64 Anos                                   | > 65 Anos                                    |
| 2001                                         | 68                                           | 57                                           | 265                                          | 138                                          |
| 2011                                         | 37                                           | 30                                           | 195                                          | 153                                          |
| 2021                                         | 12                                           | 22                                           | 149                                          | 158                                          |

## História
A exploração Romana de Tresminas foi iniciada durante o reinado de Augusto (27a.C. - 14d.C.), prolongando-se até à segunda metade do séc. II, tendo a sua exploração regular cessado na época de Sétimo Severo. A exploração terá sido feita pelo sistema de cortas a céu aberto, originando as crateras de grandes dimensões que, até hoje, testemunham na paisagem o esforço humano ali empreendido. Segundo Jorge de Alarcão, 
| “ | "tais desmontes só podem ter sido feitos por grandes grupos de operários, cuja contratação e vigilância ultrapassava a capacidade administrativa e financeira de um particular ou de uma pequena sociedade empresarial (…) e parecem ter exigido uma média de 2000 trabalhadores trabalhando diariamente durante 200 anos." | ” |
|   | — Jorge Alarcão (1988). |   |

 Existem três cortas de exploração: a Corta de Covas, a Corta de Ribeirinha e a Corta de Lagoinhos, sendo as duas primeiras de dimensões consideravelmente superiores, atingindo profundidades da ordem dos 100 m. Transversalmente à orientação do filão, foram abertas as várias galerias, entre as quais: Galeria do Pilar, Galeria do Texugo, Galeria dos Alargamentos, Galeria dos Morcegos e Galeria do Buraco Seco. Este complexo sistema de galerias permanece, na maioria dos casos, passível de ser visitada. Destinava-se ao transporte de materiais e ao escoamento das águas para drenagem das cortas, razão pela qual se verifica sempre declive em relação à abertura, à superfície. Crê-se que parte do trabalho de tratamento de minérios decorresse igualmente no interior das galerias. O abastecimento de água era canalizado por meio de aquedutos, a partir do Rio Tinhela e da Ribeira da Fraga, localizados a montante. Foram, já, identificadas duas barragens romanas na área envolvente à povoação de Tinhela de Baixo. A antiguidade da presença humana naquela zona é reforçada pela existência de pontes e estradas caracteristicamente romanas, bem como pela existência de castros mineiros (destacando-se, como exemplo, o Castro de Cidadelha de Jales, recentemente incluído numa candidatura galaico-portuguesa a Património da Humanidade).

## Associações
- A Associação Desportiva Cultural Recreativa e Social da Freguesia de Tresminas divulga os produtos, as tradições, o património e está ao serviço de toda a população da Freguesia.

## Obras modernas
Nesta Freguesia é de destacar o lugar de Vilarelho, não pela sua história, mas pelas obras mais recentes. Esta pequena aldeia, apesar de possuir um número diminuto de habitantes (inferior a 50), dispõe de rede de saneamento básico, rede de gás canalizado, uma associação humanitária de auxilio à terceira idade (Associação de Santa Senhorinha) e um clube desportivo — Grupo Desportivo e Cultural de Vilarelho (GDCV) — com várias modalidades desportivas (das quais se destaca o futebol nas camadas jovens e o montanhismo). Entre 1998 e 2001, o GDCV publicou a revista Eito Fora (de cariz regional) e, entre 2002 e 2006, a revista cultural Periférica, que teve distribuição nacional.

### Aquecimento por biomassa
Em janeiro de 2024. foi anunciado que As casas de Tresminas vão ser aquecidas através de uma central de biomassa alimentada pelos sobrantes da limpeza da floresta, no âmbito de um projeto-piloto transfronteiriço.
Tresminas tem cerca de 25 agregados familiares, casas concentradas, e é com população muito envelhecida.
Se os resultados forem positivos a solução poderá ser replicada em outras localidades.
Vão ser investidos cerca de 421 mil euros, dos quais 316 mil são financiamento do Fundo Europeu de Desenvolvimento Regional (Feder) e a restante verba comparticipada pela câmara municipal.

## Património
- Minas romanas de Tresminas com um Centro Interpretativo de Tresminas